# Мрай
Мрай (бел. Мрай) — река в Беларуси, правый приток Березины. Протекает в Борисовском районе Минской области.
Длина реки — 27 км. Площадь водосбора 130 км². Средний наклон водной поверхности 2,0 %.
По данным В. А. Жучкевича название реки происходит от старого термина «мраиво», что означало «лесная топь» и в то же время «густой туман». Сам термин может иметь как славянское, так и балтское происхождение Либо название образовано от финно-угорского омра — «дягиль» и форманта, восходящего к термину со значением «река».
Река берёт начало у деревни Дедиловичи. Генеральное направление течения — восток.
Протекает по Верхнеберезинской низине, в нижнем течении по лесной, сильнозаболоченной местности. Скорость течения у устья 0,1 м/с, ширина на всём протяжении не превышает 10 метров. Русло канализировано на 3 участках: в течение 0,5 км от истока; деревня Горожанка — пруд на западной окраине агрогородка Мстиж (1,5 км); агрогородок Мстиж — 2,5 км на юго-восток от деревни Уборок (8,6 км). В низовье река течет через Березинский биосферный заповедник.
В верховьях река протекает три примыкающие друг к другу деревни Дедиловичи, Заречье, им. Воровского; в среднем течении река протекает деревни Горожанка, Загорье и Мрай; а также агрогородок Мстиж. В нижнем течении — деревню Уборок. Приток — Сосна, правый, пересыхающий. В агрогородке Мстиж на реке плотина и запруда.
Впадает в Березину в 4 км к востоку от деревни Уборок в черте Березинского биосферного заповедника на границе с Витебской областью.